# Raymond Eudes
Pour les articles homonymes, voir Eudes.
Raymond Pierre Eudes (10 octobre 1912-25 octobre 1980) est un avocat et un homme politique fédéral du Québec.

## Biographie
Né à Montréal, Raymond Eudes fut élu député du Parti libéral du Canada dans la circonscription d'Hochelaga lors des élections de 1940. Réélu en 1945, 1949, 1953, 1957, 1958, 1962 et en 1963, il ne se représenta pas en 1965 pour laisser le champ libre à l'une des Trois colombes, Gérard Pelletier.
Nommé au Sénat du Canada dans la division de De Lorimier sous nomination de Lester Pearson en 1968, il y demeura jusqu'à son décès en 1980.